# Dansketinden
De Dansketinden is de hoogste berg in de Stauningalpen in Groenland. De berg ligt in Scoresbyland in Nationaal park Noordoost-Groenland. De berg heeft een hoogte van 2842 meter.
De berg wordt omgeven door de gletsjers Vikingegletsjer, Gullygletsjer en Bersærkergletsjer.
De Dansketinden werd voor het eerst beklommen op 5 augustus 1954 door de Zwitsers John Haller (1927-1984), Wolfgang Diehl (1908-1990) en Fritz Schwarzenbach.